# Nikolaj Anatol'evič Demidenko
Nikolaj Anatol'evič Demidenko in russo Николай Анатольевич Демиденко? (Anisimovo, 1º luglio 1955) è un pianista russo naturalizzato britannico.

## Biografia
Studiò alla Scuola Gnessin con Anna Kantor e al Conservatorio di Mosca con Dmitri Bashkirov. Fu medagliato alla Montreal International Piano Competition del 1976 e nell'edizione del 1978 del Concorso internazionale Čajkovskij di Mosca. Insegna alla Scuola Yehudi Menuhin in Gran Bretagna, dove vive, dal 1990. Gli fu donata la cittadinanza britannica nel 1995 ed è al momento professore in visita alla università del Surrey.

## Repertorio e incisioni
Oltre al repertorio standard tedesco e russo, è un noto promotore delle poco considerate composizioni di Muzio Clementi, Carl Maria von Weber (concerti per pianoforte e orchestra), Jan Václav Voříšek, e Nikolai Medtner, ma anche della musica di Domenico Scarlatti, Wolfgang Amadeus Mozart, Franz Schubert e Robert Schumann, e trascrizioni di Ferruccio Busoni. Ha inciso l'integrale dei concerti per pianoforte e orchestra di Sergej Prokof'ev e delle trascrizioni di Ferruccio Busoni da Johann Sebastian Bach.
Vinse un Gramophone Award nel 1992 nella categoria concerto per la sua registrazione dei primi due concerti per pianoforte e orchestra di Nikolai Medtner.